# Якоб Харевейн
Якоб Харевейн (на нидерландски: Jacobus Harrewijn) е нидерландски художник и гравьор, живял и творил в края на ХVІІ – началото на ХVІІІ век.

## Биография
Якоб Харевейн е роден в Амстердам през 1660. Ученик е на художника Ромен де Хог. Той е прецизен и талантлив гравьор, известен със своите карти, планове и изгледи от Брюксел и Испанска Нидерландия. Автор е и на множество гравюри в религиозни съчинения, както и за издания на Молиер и Жан Расин.
Харевейн е автор и на една гравюра с изглед на Кюстендил от 1690 г., изработена върху мед. По време на австро-турските войни в края на ХVІІ век – през март 1690 г., австрийският воeначалник Антонио Валерио Жич с войскови отряд от 2000 пехотинци и 100 конници прониква в района, разбива турската войска и превзема за кратко Кюстендил. Не е известно дали художникът е придружавал австрийския отряд или е изработил гравюрата въз основа на скици на друг художник.

## Галерия
- Замъкът Болю
- Замъкът Trazegnies
- Замъкът Риксенарт